# Astrocnida
Astrocnida is een geslacht van slangsterren uit de familie Gorgonocephalidae. De wetenschappelijke naam van het geslacht werd in 1872 voorgesteld door Theodore Lyman. In de protoloog van de naam plaatste Lyman slechts de soort Trichaster isidis Duchassaing, 1850 in het geslacht, die daarmee automatisch de typesoort werd.

## Soorten
- Astrocnida isidis (Duchassaing, 1850)